# Banovina del Drina
La Banovina del Drina o el Banato del Drina (en serbocroata: Дринска бановина; Drinska banovina), era una de las banovinas del Reino de Yugoslavia entre los años 1929 y 1941. Su capital era Sarajevo e incluía partes de la actual Bosnia y Herzegovina y Serbia. La provincia fue nombrada en honor al río Drina y, como todas las banovinas yugoslavas, no se basó intencionalmente en límites étnicos. Como resultado de la creación de la Banovina de Croacia en 1939, su territorio se redujo considerablemente.

## Historia

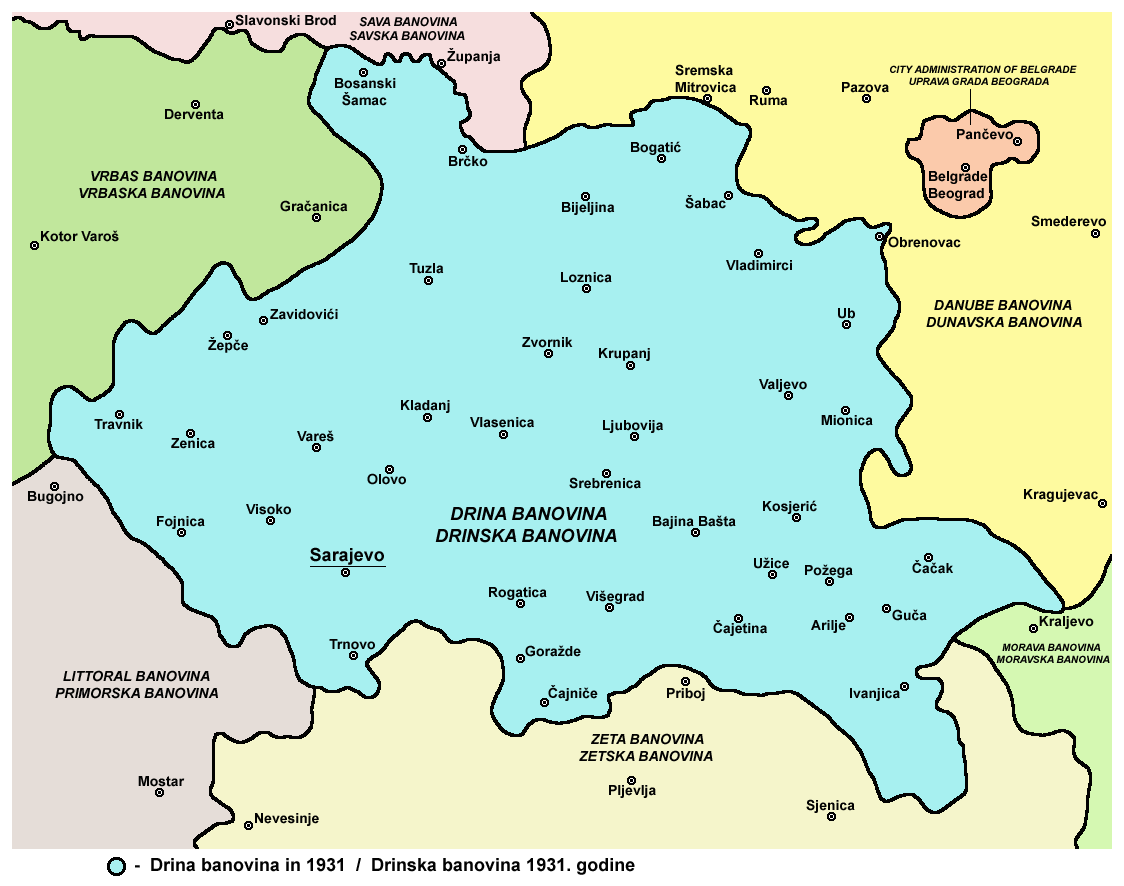
Banovina del Drina en 1931.

En 1941 y durante la Segunda Guerra Mundial, los Poderes del Eje ocuparon la Banovina del Drina y la provincia fue abolida, siendo dividida entre el Estado Independiente de Croacia y la Serbia ocupada por Alemania. Después de la Segunda Guerra Mundial, la región se dividió entre Bosnia y Herzegovina y Serbia dentro de la Yugoslavia socialista.

## Fronteras
De acuerdo a la constitución del Reino de Yugoslavia de 1931: 

La Banovina del Drina limita al oeste con las banovinas de Sava, Litoral y de Vrbas, luego al norte por el río Sava hasta donde se une al Kolubara. Desde esta confluencia y hasta el límite oriental de la Banovina del Litoral (límite oriental del distrito de Konjic, colina 2058 en las montañas Treskavica), el límite de la Banovina del Drina sigue los límites orientales de los distritos de Posava (capital Obrenovac), Tamnava, Kolubara (capital Mionica) y Požega, incluido el distrito de Ljubić. Luego sigue los límites orientales de los distritos de Trnava y Dragačevo, luego los límites sur y oeste del distrito de Moravica, continuando a lo largo de los límites meridionales de los distritos de Arilje, Zlatibor, Višegrad, Čajniče, Rogatica y Sarajevo.